# سئوتس سوم

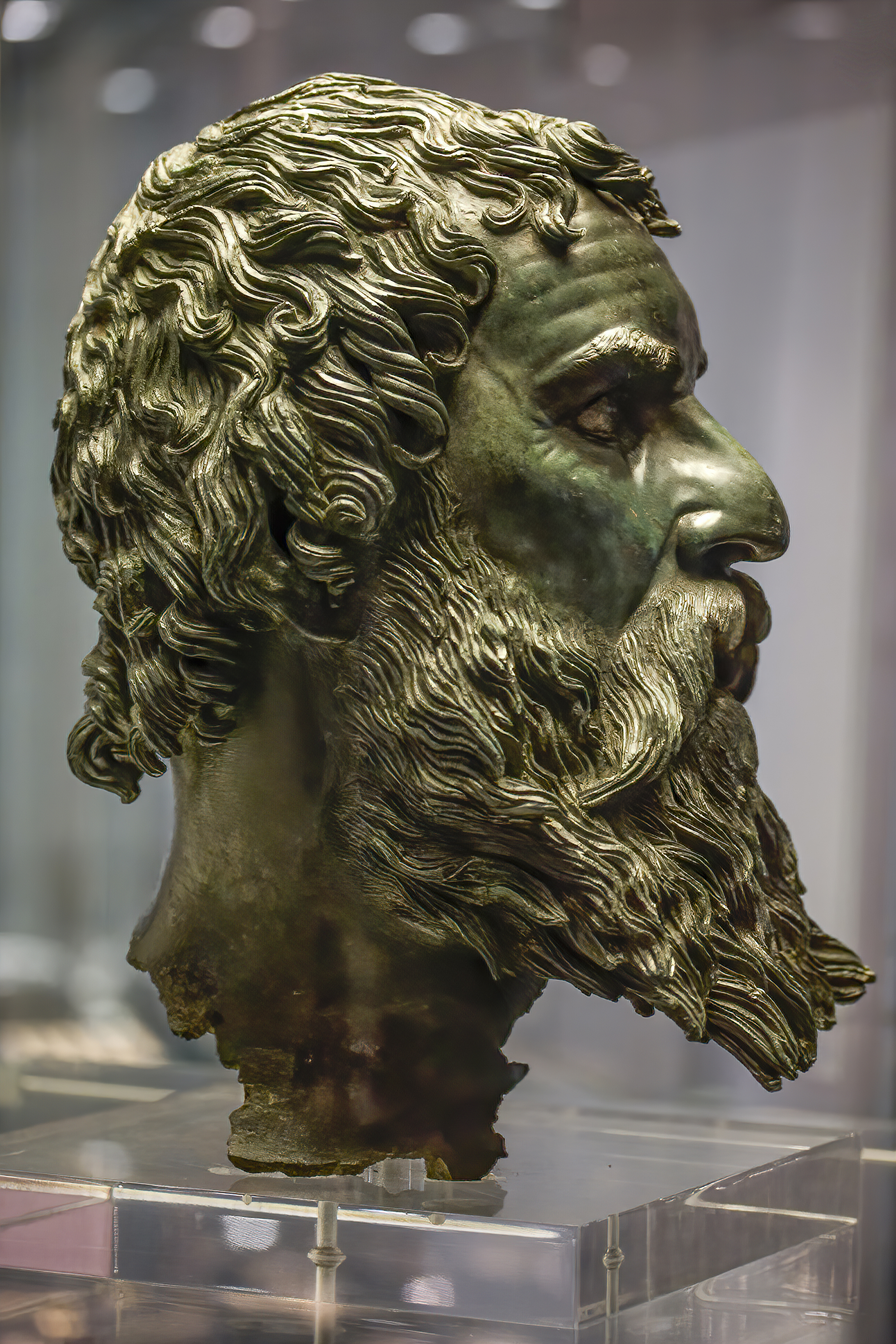
سر برنزی سئوتس سوم که گئورگی کیتوف در سال ۲۰۰۴ در مقبره او یافت و اکنون در موزه ملی باستان‌شناسی در صوفیه است.

سئوتس سوم (به یونانی باستان: Σεύθης , Seuthēs) یک پادشاه تراکیایی در اودریسیا، بخشی از تراکیه، بود که در اواخر قرن چهارم قبل از میلاد (حدوداً بین ۳۲۴ و ۳۱۲ قبل از میلاد) می‌زیست.